# Oberharzer Bergwerksmuseum

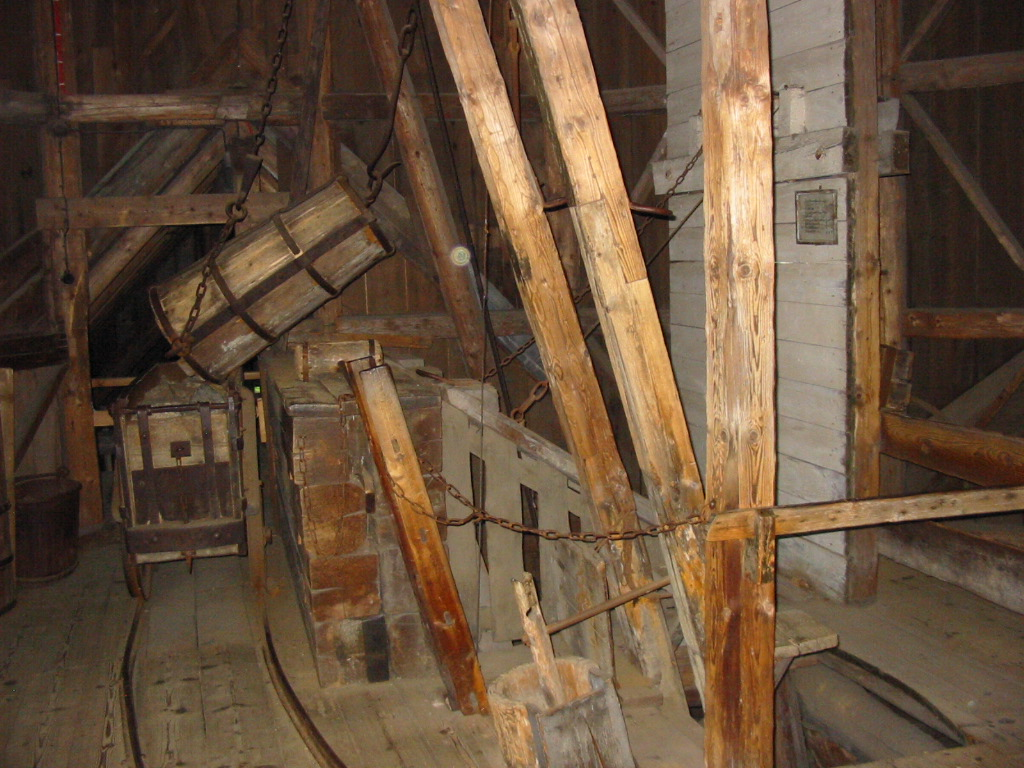
Originale Hängebank aus dem 19. Jahrhundert

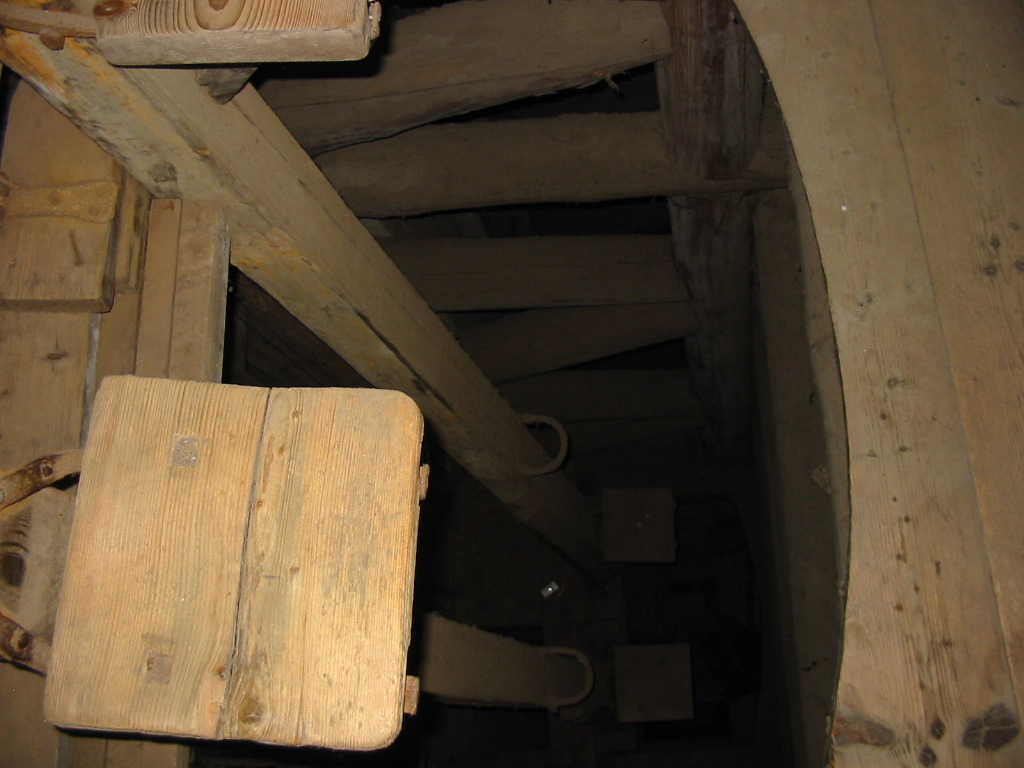
Blick in den Schacht des Schaubergwerkes mit Fahrkunst

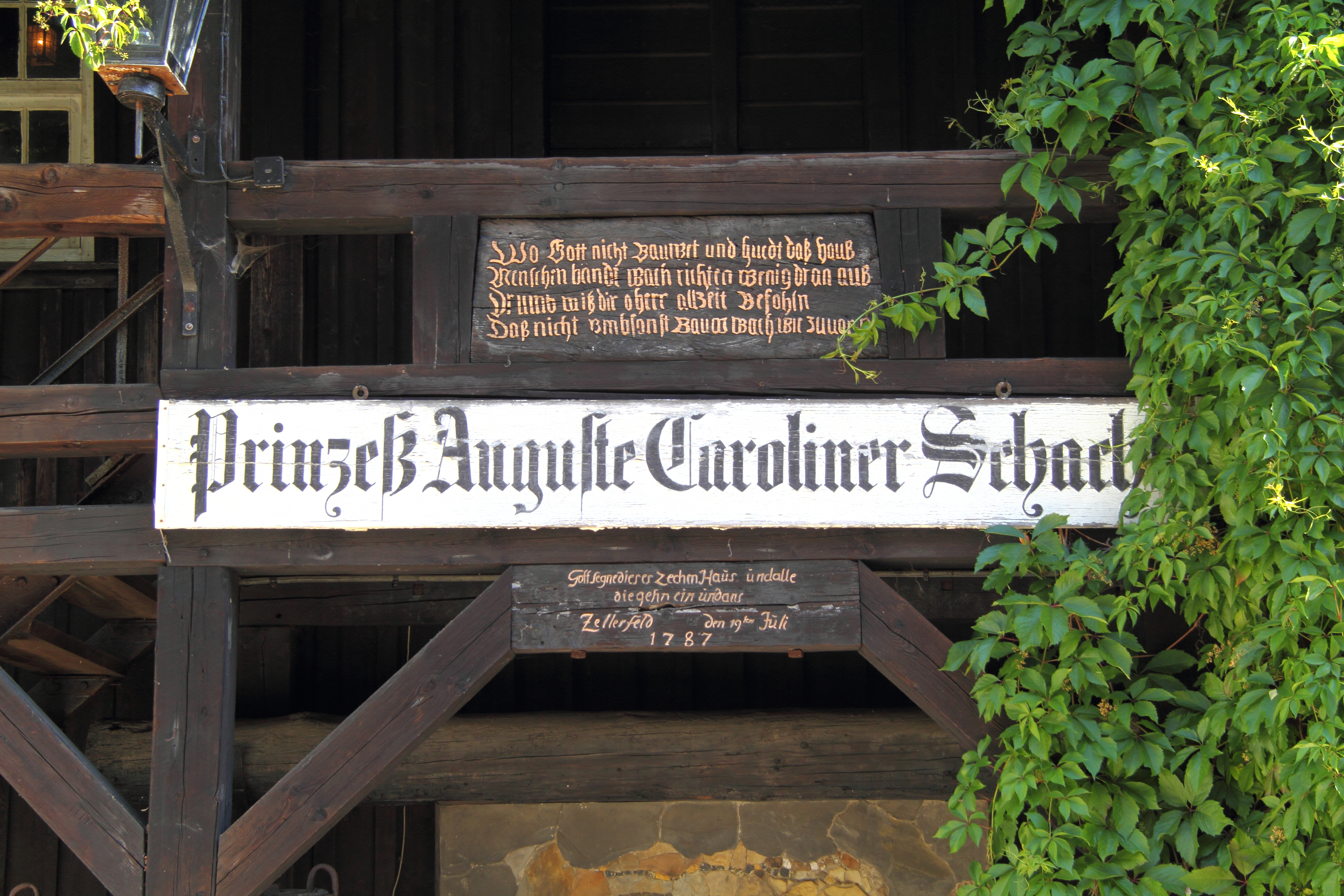
Eingang zum Besucherbergwerk

Das Oberharzer Bergwerksmuseum ist ein Museum für Technik und Kulturgeschichte im Zentrum des Stadtteils Zellerfeld der Stadt Clausthal-Zellerfeld. Es zählt zu den ältesten Technikmuseen Deutschlands. Dargestellt wird der Oberharzer Bergbau bis zum 19. Jahrhundert.

## Geschichte
Die Geschichte des Bergwerksmuseums begann im Jahre 1884, als der damalige Berghauptmann Adolf Achenbach in einer Direktive die Bergleute dazu aufrief, besondere ausgediente Geräte des historischen Bergbaus einer Sammlung zum Aufbau eines Museums zuzuführen. Im Jahre 1892 erfolgte dann die offizielle Gründung als Museum des Landkreises Zellerfeld.
Nach dem Zusammenschluss der bis dahin selbständigen Städte Zellerfeld und Clausthal zur Doppelstadt Clausthal-Zellerfeld im Jahre 1924 konnte das freigewordene Zellerfelder Rathaus bezogen und das Museum am 8. Oktober 1928 anlässlich der 58. Hauptversammlung des Harz-Vereins für Geschichte und Altertumskunde wiedereröffnet werden. In den Folgejahren wurde das Freigelände mit dem Schaubergwerk errichtet.
In den 1960er- und 1970er-Jahren wurde das Museum von Herbert Dennert geleitet. Bis zum Ende der 1980er-Jahre hatte das Bergwerksmuseum jährlich sechsstellige Besucherzahlen. Ab etwa 1990 gingen die Besucherzahlen aus unterschiedlichen Gründen zurück. Bis heute haben etwa 5,5 Mio. Menschen das Museum besucht.

## Trägerschaft
Das Museum gehört der Stadt Clausthal-Zellerfeld, Träger ist der Oberharzer Geschichts- und Museumsverein. Das Museums wird seit 2013 von der Stiftung UNESCO-Welterbe im Harz betrieben.

## Ausstellung
Das Museum betreibt als Außenstellen die übertägigen Schachtanlagen der stillgelegten Bergwerke Ottiliae-Schacht und Kaiser-Wilhelm-Schacht sowie die Anfang der 2000er Jahre freigelegten Anlagenteile (Runde Radstube u. a.) der Grube Rosenhof.
Am Hauptstandort sind unter anderem zu sehen:
- Lehrmodelle aus der Sammlung der Bergschule Clausthal. Diese wurden für die Ausbildung der Bergschüler im 18. und 19. Jahrhundert angefertigt und dienen noch heute hervorragend zur Erläuterung von Künsten, insbesondere der Fahrkunst und sonstiger Bergbautechnik.
- Schaubergwerk mit Besucherstollen, erstellt aus originalen Maschinen und Bauwerken eines Bockswieser Bergwerkes.
- Freigelände mit Pferdegaipel, Radstube, Kunstgestänge, Pochwerk (alle von den originalen Betriebsstätten umgesetzt)
- Erläuterungen zum Oberharzer Wasserregal
- Herstellung der ältesten Drahtseile, die 1834 in Clausthal-Zellerfeld von Julius Albert erfunden wurden.
- Münzen: Die Münzprägung hatte in einem der bedeutendsten Silbergewinnungsgebiete Deutschlands eine besondere Bedeutung; in Zellerfeld gab es von 1601 bis 1789 eine Münzprägeanstalt.
- Mineralien, Werkzeuge und Grubenlampen.
- Typische Wohnräume aus der Lebens- und Arbeitswelt der Oberharzer Bevölkerung. Ein Ausstellungszimmer ist dem in Clausthal geborenen und aufgewachsenen Robert Koch gewidmet.
- Originalfilmaufnahmen aus dem Schacht Silbersegen und dem Kaiser-Wilhelm-Schacht aus dem Jahre 1924 sowie Sammlung früher Fotografien des Bergbaus, unter anderem von Friedrich Zirkler.

## Auszeichnungen
Seit 2009 trägt das Museum das Gütesiegel Registriertes Museum. Diese Auszeichnung dokumentiert, dass die Standards eines qualifizierten Museums mit den Aufgaben Sammeln, Bewahren, Forschen, Dokumentieren, Ausstellen und Vermitteln mit qualifiziertem Personal erfüllt werden. 2019 wurde das Museum mit dem Museumsgütesiegel des Museumsverbands Niedersachsen und Bremen e. V. ausgezeichnet.

## Welterbe-Bestandteil
Das Museum ist Bestandteil der Welterbe-Route des UNESCO-Welterbes im Harz.
Am 18. September 2022 wurde am Oberharzer Bergwerksmuseum das dritte Welterbe-Informationszentrum eröffnet. Herzstück eines Welterbe-Infozentrums ist ein 3D-Landschaftsmodell mit Videoprojektion, die den Veränderungsprozess der 3.000 Jahre alten Kulturlandschaft im Westharz verdeutlicht.